# Торцида Санџак
Торцида Санџак је навијачка група професионалног фудбалског клуба Нови Пазар. Уз Ултра Азуро и Екстреме, најпознатија је навијачка група овог спортског клуба.

## Историјат

### 1980—1990
Осамдесетих година 20. века ФК Нови Пазар је постао редован тим у Другој лиги Југославије и његов стадион је био добро посећен. Присталице су се у то време звали Пазарци или Присталице Новог Пазара. Иако су били добро организовани, нису се могли назвати правим навијачима. Прва организована група навијача у Новом Пазару почела је да делује 1984. године под називом Плави ловци. ФК Нови Пазар је био надомак југословенске Прве лиге и ови навијачи су путовали са клубом широм земље. Док су се осамдесетих година широм земље формирале многе организоване групе, у Новом Пазару је формирано још неколико и то Борци 1987, Пирати, Орлови и Плаве девојке 1988, као и Плави ратници 1989.
До уједињења свих навијачких група дошло је 1989. године под именом Торцида Санџак. Назив Торцида, који има слично значење као Ултраси Европе. Назив „Санџак“ представља историјску регију у Србији и Црној Гори, данас насељену претежно бошњачким становништвом. Име је добила по Новопазарском санџаку, некадашњем османском административном округу који је постојао до Балканских ратова 1912. године. Нови Пазар је био главни град округа и стога је „Санџак“ узет да представља град и регион. Деведесетих година прошлог века основана је још једна група, а године 1998. формирана је група Ултра Азуро.

### 2000—2010
Торцида Санџак је са клубом више пута посетила Београд, Ниш, Нови Сад, Крагујевац и друге градове широм Србије. Тешко је рећи колико има чланова, али они се не налазе само у граду Новом Пазару. Чланова има у градовима Тутину, Сјеници, Прибоју, Пријепољу и Рожајама у Црној Гори. И међу дијаспором постоји велика група његових присталица. Након шест година коегзистенције две групе навијача, 2004. године формирана је нова група навијача Екстреми. Брзо су покушали да у своју групу укључе и чланове и Торцида Санџак и Ултра Азурро, што је изазвало проблеме јер је већина чланова обе групе одбила да постане део нове групе. Ово их је потпуно раздвојило навијаче.
Дана 13. августа 2012. године, непосредно пре фудбалске утакмице између ФК Нови Пазар и Радничког из Ниша, дошло је до борбе између две локалне групе Торцида Санџак и Екстреми. До сукоба је дошло у тренутку када су припадници Торциде Санџака хтели да ставе транспарент на северну трибину Градског стадиона Новог Пазара. Њихови ривали Екстреми су запалили заставу и тада је избио сукоб. Припадник навијачке групе Екстреми убоден је ножем у груди и задобио тешке повреде опасне по живот  По верзији Екстема, непосредно пре меча, на улазу у градски парк, једног члана су напале ривалске присталице Торциде Санџака. Нападнути су ножевима и другим предметима, али су пролазници прекинули сукоб и нападачи су се разишли и отишли на стадион. На улазу на северну трибину, члан Екстрема је чуо за напад, желећи да се информише и отишао до групе присталица Торциде Санџака, која је дошла из правца градског парка. Том приликом је нападнут и задобио је више убода ножем, од којих су неке биле опасне по живот. Већи део навијачке групе Екстреми је већ био окупљен на трибинама и побунио се и спалио транспарент Торциде Санџака. Међутим, након шест месеци, 12. фебруара 2013. године, захваљујући интервенцији лидера навијача Фенербахчеа.

## Односи са другим навијачким групама
У новембру 2011. Торцида Санџак је започела пријатељски однос са навијачком групом Фенербахче Истанбула Генч Фенербахчелилер, скраћено Генч ФБ. Током домаће утакмице против Истанбул ББ, на трибини Генц ФБ и 1907 Генцлик постављен је велики транспарент са натписом „Калбимиз Сенинле Нови Пазар“, што значи „Нови Пазаре, наше срце је уз тебе“. На утакмици Суперлиге Србије против Радничког из Крагујевца, на трибини Торциде Санџака је постављен џиновски транспарент са натписом „Kalbimiz Seninle Novi Pazar”, што значи „Срце куца за Фенербахче у Санџаку”. Дана 2. марта 2012. године, чланови навијачких група Фенербахчеа Генц ФБ и 1907 Генцлик позвани су у Нови Пазар на утакмицу против београдског Партизана. Хиљаде припадника Торцида Санџака дочекало је Генч ФБ и 17 чланова Генчлика 1907. Дана 7. априла 2012. око 50 присталица ФК Нови Пазар отишло је у Истанбул на утакмицу Фенербахчеа против Анталијаспора. Неколико стотина навијача Фенербахчеа дочекало је навијаче ФК Нови Пазар приликом доласка у Истанбул.

## Галерија
- Торцида 2012.
- Навијачи Фенербахчеа поздрављају навијаче Новог Пазара